# Nahr al-Bared
Nahr al-Bared (in arabo: نهر البارد, letteralmente "fiume freddo") è un campo profughi palestinese situato nel nord del Libano, a 16 chilometri dalla città di Tripoli; all'incirca 30.000 palestinesi e loro discendenti vivono nel campo o nei suoi dintorni. In base ai termini degli accordi del Cairo del 1969, la sicurezza del campo è affidata alle forze palestinesi e non a quelle libanesi.
Il campo fu stabilito nel dicembre del 1949 dalla Croce Rossa per ospitare i profughi palestinesi alle prese con le difficoltà date dal clima invernale che imperversava nella vicina Valle della Beqa' e nei sobborghi di Tripoli. La posizione di Nahr al-Bared lo rende isolato dai maggiori centri cittadini libanesi se paragonato ad altri campi profughi palestinesi; a dispetto di ciò, tuttavia, la sua collocazione attraverso la principale via di comunicazione con la Siria e la sua vicinanza al confine siriano lo rendono un importante punto di passaggio commerciale.